# Cohiba

Cohiba est un nom qui recouvre deux marques de cigares réputées, l'une produite à Cuba pour Habanos SA, la compagnie d'État cubaine dans le domaine du tabac, et l'autre en République dominicaine pour General Cigars.
Les Cohibas cubains utilisent un tabac de grande qualité ayant subi un processus de triple fermentation propre à cette marque.
Cohiba était à l'origine une marque privée destinée à Fidel Castro et aux membres importants du gouvernement cubain ainsi qu'aux membres du parti communiste.
Ces cigares étaient aussi souvent utilisés en tant que présents pour les  diplomates, et un culte s'est peu à peu mis en place autour de cette marque.
La mise sur le marché public de cette marque s'est faite en 1982.

## Cohiba[Quoi ?]cubain
Le nom a pour origine le mot utilisé par les indiens Tainos pour désigner le tabac.
Les Cohibas[Quoi ?] cubains utilisent parmi les meilleurs tabacs que l'on peut trouver à Cuba. Le tabac utilisé pour leur fabrication est sélectionné à partir des meilleurs Vegas Finas de Primera (champs de tabac de la meilleure qualité) à San Luis et San Juan y Martinez, qui sont des parties de la région de Vuelta Abajo qui se situe dans la province de Pinar del Río}.
Le tabac utilisé pour les cigares de Cohiba[Quoi ?] est unique parmi les marques cubaines dans la mesure où il subit une troisième fermentation dans des tonneaux, ce qui est censé lui donner une saveur plus moelleuse que celle des autres cigares.
Au départ, tous les Cohibas[Quoi ?] étaient confectionnés dans l'usine d'El Laguito, qui était à l'origine une villa située dans les faubourgs de La Havane. Par la suite, la production de certaines vitoles (modèles) de la marque fut déplacée vers d'autres usines.
La saveur de ces cigares va du moyen au corsé.

## Histoire

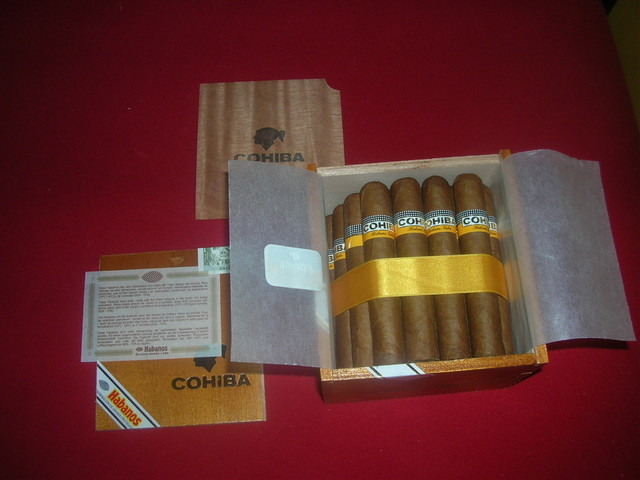
Boîte de Cohiba Robustos

L'histoire de Cohiba a commencé lorsque Fidel Castro remarqua que l'un de ses gardes du corps appelé Bienvenido « Chicho » Pérez fumait un cigare « très bon et très aromatique ».
Quand Castro lui demanda de quelle marque était cette vitole, le garde du corps répondit qu'elle était roulée par un ami qui lui donnait certains de ces cigares.
L'homme en question était un rouleur de cigares appelé Eduardo Rivera et qui travaillait à l'usine de La Corona à La Havane. Castro engagea Rivera pour rouler des cigares pour sa propre consommation, et le fit travailler avec cinq autres rouleurs dans une ancienne villa diplomatique de la banlieue de La Havane que l'on appelait El Laguito (le petit lac en francais).
Plus tard, cette usine devint la première à posséder une équipe entièrement composée de cigarières.
La sécurité dans cette usine était très prise au sérieux, et seuls les travailleurs et des officiels du régime pouvaient pénétrer dans les zones les plus critiques de l'usine.
Ces cigares étaient réservés pour Fidel Castro et les personnages de haut rang du gouvernement cubain, et étaient souvent utilisés comme présent pour les dignitaires étrangers.
De plus, étant donné les rumeurs de tentatives d'assassinat de Fidel Castro par la CIA, il n'est pas étonnant que Castro ait décidé de fumer uniquement des cigares produits dans des conditions extrêmement sûres, d'autant que l'un des moyens que la CIA envisageait pour éliminer Castro était d'après certaines rumeurs un cigare explosif.
On dit que Castro lui-même apprécie particulièrement les cigares longs et fins roulés pour lui, et qui a donné naissance au Lancero et au Corona Especial.
Castro décida de faire de ses cigares personnels une marque de cigares de luxe pour la consommation publique lors de la coupe du monde de football de 1982, en Espagne.
Lors de son lancement à cette époque, la gamme consistait en trois modules : le Panetela, le Corona Especial et le Lancero. En 1985, Fidel Castro annonce abandonner la consommation de cigares. « Le dernier sacrifice que je devais faire pour le peuple cubain était de cesser de fumer », concéda-t-il «avec son humilité habituelle».
En 1989, trois modules supplémentaires furent mis sur le marché : le Robusto, l'Exquisito et l'Espléndido. Ce total de six modules est appelé la Línea Clásica.
En 1992, Habanos SA a lancé les premiers cigares de ce que la marque appelle Línea 1492, qui rend hommage à Christophe Colomb et à ses voyages en Amérique. Chaque cigare a reçu un le nom d'un siècle depuis la découverte des Amériques par Christophe Colomb.
On avait ainsi au départ les Siglo I, Siglo II, Siglo III, Siglo IV et Siglo V avec un Siglo VI ajouté en 2002.
Des rumeurs disent que la Línea 1492 était à l'origine destinée à remplacer la gamme de la marque Davidoff qui venait de quitter Cuba pour la République dominicaine (chacun des cinq premiers Siglos correspondait à une taille de la gamme Davidoff).
À part la production habituelle, Habanos SA fabrique régulièrement des cigares en édition limitée, pour des événements comme le Festival du Havane qui se produit chaque année, ainsi que la version « Edición Limitada » de certains modules, alors enveloppés dans une cape de feuilles vieillies.
Depuis 2007, Habanos SA produit une nouvelle série de trois vitoles Cohibas enveloppées dans des feuilles Maduros (feuilles obscures).
Cohiba produit aussi deux cigarillos faits à la machine : le Mini et le Club.
Habanos SA a aussi utilisé le nom Cohiba pour d'autres produits que les cigares, en produisant des cigarettes Cohiba depuis 1987 et le Cognac Extra Cohiba depuis 1999.
À la fin de l'année 2006, Cohiba avait produit trois Cohiba Edición Limitada différents : le Pirámide lancé en 2001 puis fabriqué à nouveau en 2006, le Double Corona en 2003 et le Sublime en 2004.

## Vitoles de la gamme Cohiba
La liste suivante des cigares de la gamme Cohiba inclut les tailles en pouce et le diamètre à la bague, avec les tailles en mètre entre parenthèses. Les noms donnés par la marque à chaque cigare sont écrits, ainsi que le nom qui est attribué à chaque module dans le vocabulaire du cigare.
La Línea Clásica

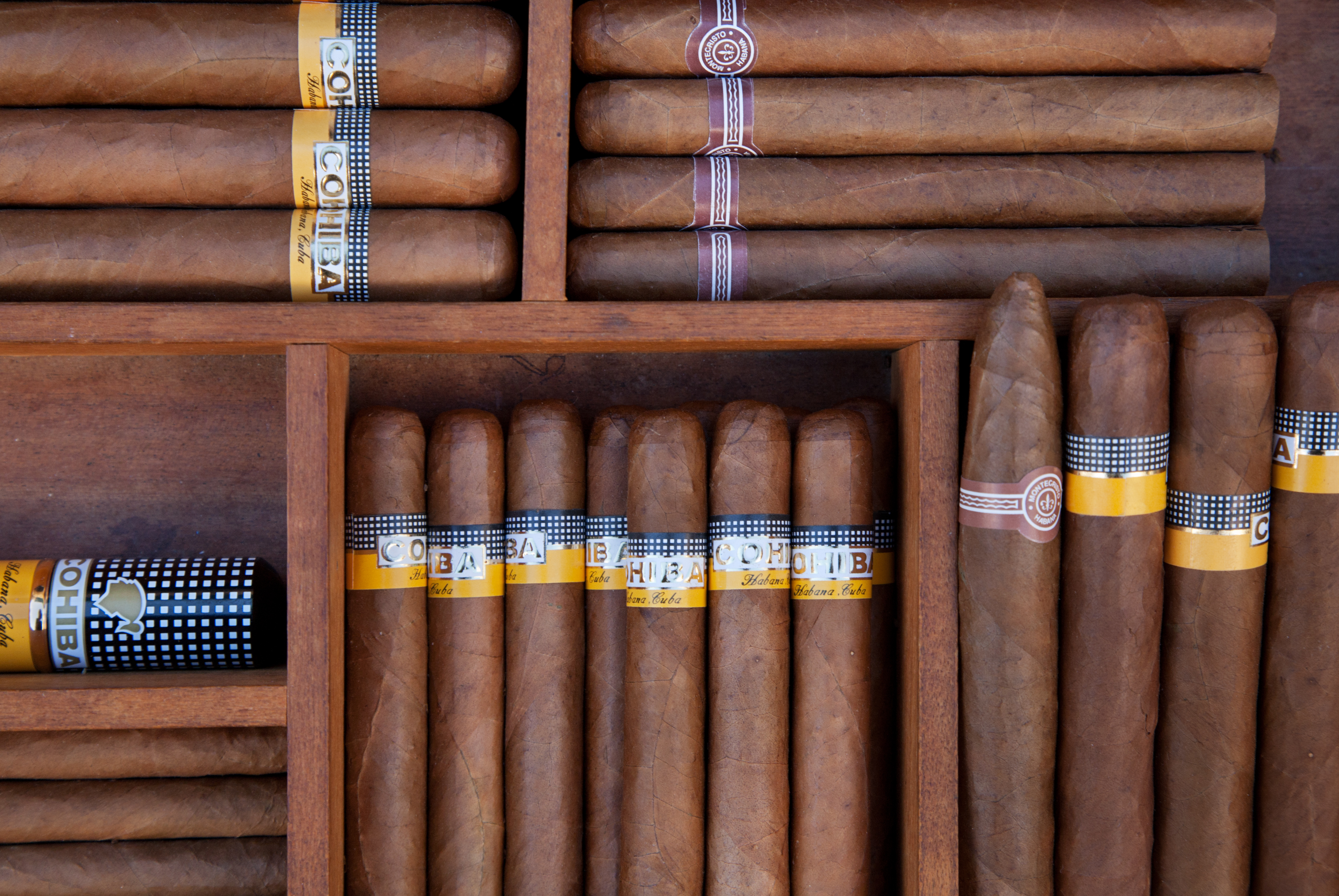

- Lancero - 7 1/2" x 38 (192 x 15,08 mm) Laguito No. 1, un long panetela
- Corona Especial - 6" x 38 (152 x 15,08 mm) Laguito No. 2, un panetela
- Panetela - 4 1/2" x 26 (115 x 10,32 mm) Laguito No. 3, un cigarillo
- Exquisito - 4 7/8" x 36 (125 x 14,29 mm) Seoane, un cigarillo
- Robusto - 4 7/8" x 50 (124 x 19,84 mm) Robusto, un robusto ou rothschild
- Espléndido - 7" x 47 (178 x 18,65 mm) Julieta, un churchill

La Línea 1492

- Siglo I - 4" x 40 (102 x 15,87 mm) Perla, un très petit corona
- Siglo II - 5 1/8" x 42 (129 x 16,67 mm) Mareva, un petit corona
- Siglo III - 6 1/8" x 42 (155 x 16,67 mm) Corona Grande, un long corona
- Siglo IV - 5 5/8" x 46 (143 x 18,26 mm) Corona Gorda, un corona gorda
- Siglo V - 6 3/4" x 43 (170 x 17,07 mm) Dalia, un lonsdale
- Siglo VI - 5 7/8" x 52 (150 x 20,64 mm) Cañonazo, un toro

Maduro 5

- Secretos - 4 1/2 x 40 (110 x 15,87 mm) Reyes, un très petit corona
- Magicos - 4 1/2" x 52 (115 x 20,64 mm) Magicos, un robusto ou rothschild
- Genios - 5 1/2 x 52 (140 X 20,64 mm) Estupendos, un robusto extra

Edición Limitada

- Pirámide (2001) - 6 1/8" x 52 (156 x 20,64 mm) Pirámide, un pyramid ou torpedo
- Double Corona (2003) - 7 5/8" x 49 (194 x 19,45 mm) Prominente, un double corona
- Sublime (2004) - 6 1/2" x 54 (164 x 21,43 mm) Sublime, un large toro
- Pirámide (2006) - 6 1/8" x 52 (156 x 20,64 mm) Pirámide, un pyramid ou torpedo; réédition de l'EL de 2001

Productions spéciales

- Millennium Reserve Pirámide - 6 1/8" x 52 (156 x 20,64 mm) Pirámide, un pyramid ou torpedo
- Behike - 7 1/2" x 52 (192 x 20 mm) Behike, un double robusto

## Cohiba dominicain et batailles légales
Avec la nationalisation de l'industrie du tabac en même temps que celle des autres entreprises après la révolution cubaines, de nombreux fabricants de cigares ont fui l'île et ont commencé à faire pousser du tabac à partir de graines de tabac cubain en République dominicaine et au Honduras, et ce en emportant avec eux les noms des marques de leurs cigares.
À cause de la situation légale précaire créée par le gouvernement communiste de Cuba, et de l'embargo américain envers tous les biens en provenance de Cuba, de nombreux noms de marque sont utilisés à la fois par des cigares (et des rhums) cubains et non cubains, bien que les variétés non cubaines de cigares comme Hoyo de Monterrey ou Montecristo ne peuvent généralement pas être vendues sous ces noms sur d'autres marchés que celui des États-Unis, dans la mesure où ces marchés considèrent que c'est Cuba qui possède les droits d'utiliser ces marques.
Pour pallier cela, la plupart des fabricants de cigares non cubains produisent simplement leurs cigares sous des noms différents pour les marchés concernés, et continuent à utiliser les mêmes noms que les marques cubaines pour le marché des États-Unis. Il y a cependant eu un débat houleux entre Habanos SA et les autres fabricants de cigares au sujet de l'utilisation des noms des marques cubaines créées après la révolution sur le marché des États-Unis. Cohiba fait partie de ces marques.
Dans les années 1990, la General Cigar Company, Inc. un fabricant de cigare basé aux États-Unis commença à vendre un cigare dominicain aux États-Unis, et ce sous l'appellation Cohiba.
General Cigar (en) a déposé le nom Cohiba aux États-Unis en 1978 et dit avoir vendu des cigares sous le nom Cohiba en quantités limitées dans les années 1980 jusqu'à sa transformation  en Cohiba « Red Dot » ainsi nommé en raison du point rouge au milieu du O de Cohiba sur ses bagues et ses boites en 1997. Cubatabaco, la compagnie d'État s'occupant des cigares, propriétaires par moitié de Habanos SA avec Altadis SA commença alors rapidement une longue campagne destinée à abolir le brevet de General Cigars, une campagne juridique marquée par plusieurs rebondissements. Cette guerre juridique semblait partiellement résolue le 19 juin 2006 lorsque la Cour suprême des États-Unis refusa la demande de Cubatabaco.
Par conséquent, la décision de février 2005 du second circuit de la Cour d'appel fédérale des États-Unis, qui confirmait la possession exclusive de la marque déposée Cohiba aux États-Unis par General Cigars, semblait définitive. Toutefois, le gouvernement des États-Unis, dans un mémoire d'amicus curiae déposé devant la Cour suprême fédérale, a reconnu que Cubatabaco pouvait demander au gouvernement américain l'autorisation de protéger judiciairement la marque auprès de l'agence fédérale chargée des brevets et marques. L'United States Patent and Trademark Office a ensuite tranché: General Cigar était au courant de l'origine cubaine de la marque lorsqu’il a déposé cette même marque en mars 1978, ce qui, en fonction de la Convention interaméricaine pour la protection du commerce et des marques, oblige à annuler ce dépôt de marque de 1978,. Mais cette victoire de la firme cubaine reste symbolique, pour l'instant : Cubatabaco n'a pas possibilité de vendre ses Cohiba aux États-Unis en raison de l’embargo des États-Unis contre Cuba en vigueur depuis 1962.

## Anecdotes
- Dans la chanson de PNL, "Lion" dans le refrain le groupe fait allusion au Cohiba
- Dans le film Hotel Rwanda, Paul Rusesabagina a une boîte spécialement importée de Cuba à donner comme cadeau à des hommes d'affaires et diplomates. Il dit « Si je donne à un homme d'affaires 10 000 francs, qu'est-ce que c'est pour lui, il est riche. Mais si je lui donne un Cohiba, ça, ça a du style ».
- Dans sa chanson Caramel, Booba fait référence aux fameux cigares  "O.G Kush, j'parfume le cohiba J'suis number one, premier d'la classe donc je ne copie pas"[6].
- Dans l'épisode 11 de Keen Eddie, Nathanial Johnson demande un « Cohiba Torpedo » dont il parle comme étant le « meilleur, plus rare et plus cher des cigares ». Cette taille n'existe pas dans la production officielle (sauf dans les éditions limées du Pirámide) et est une contrefaçon courante.
- Lil Wayne parle de la marque Cohiba dans sa chanson Hustler Musik.
- Dans le clip de Window Shopper de 50 Cent, celui-ci marche dans les rues de Monaco, et lorsqu'il rencontre un homme riche, il lui demande un cigare. Celui-ci sort alors un Cohiba de sa poche.
- Dans l'album Power Of The Dollar de 50 Cent, il dit dans la chanson Slow Dough « Broke niggas smoke niggas, rich niggas smoke Cohibas ».
- Talib Kweli parle des Cohiba dans sa chanson Rush.
- Les cigares Cohiba sont mentionnés dans le film Bad Boys 2 quand le trafiquant de drogue cubain Johnny Tapia offre un Cohiba au propriétaire de club russe Alexi avant une rencontre.
- L'album Solo de Les Claypool comporte une chanson intitulée Cohibas Esplenditos.
- Le shérif dans la scène finale de Psycho a un Cohiba.
- Dans la chanson Leather So Soft de Birdman et Lil Wayne, Birdman parle de fumer des Cohibas.
- Dans l'épisode pilote de Sex and the City, Mr. Big dit « Les Cohibas, c'est tout ce que je fume » lorsqu'on lui propose un cigare.
- Dans le film Cypher, Cohiba est la marque de cigarette préférée du personnage principal Morgan Sullivan.
- Nessbeal fait mention des Cohibas dans sa chanson Amnésia.
- Seth Gueko, dans le refrain de sa chanson intitulée Totino la mafia, fait de multiples références à Cohiba.
- Dans La Vérité si je mens ! 3, Patrick Abitbol soupçonne le commissaire d'être corrompu en le voyant fumer un Cohiba Behike à la sortie du palais de justice.
- Dans Tony Sosa de l'album D.U.C, Booba fait référence à cette marque de cigares (8e mesure du premier couplet).

## Autres sources
- Bati, Anwer - The Cigar Companion (1997, réimprimé 1998-2000, 2003),  (ISBN 1-84092-413-6)
- LeRoy, Bernard et Maurice Szafran - La grande histoire du cigare (Paris : Flammarion,nouv. éd. 2001)  (ISBN 2-08-200504-6)
- Nee, Min Ron - An Illustrated Encyclopaedia of Post-Revolution Havana Cigars (2003, réimprimé : 2005),  (ISBN 3-9809308-2-3)
- Perelman, Richard B. - Perelman's Pocket Cyclopedia of Havana Cigars, troisième édition (2005),  (ISBN 1-893273-06-7)